# Болото Сайва (національний парк)
Національний парк Болото Сайва (Сайва-Свомп) розташований поблизу міста Кітале, в окрузі Транс-Нзоя, провінція Рифт-Веллі, Кенія. Це найменший національний парк Кенії, який займає всього 3 км2, і був створений як середовище існування рідкісної болотяної антилопи ситатунга. Ландшафт парку болотистий. Окрім антилоп тут живе декілька видів приматів і велике різноманіття птахів.